# Arcidiocesi di Scitopoli
L'arcidiocesi di Scitopoli (in latino Archidioecesis Scythopolitana) è una sede soppressa del patriarcato di Gerusalemme e una sede titolare della Chiesa cattolica.

## Storia
Scitopoli, corrispondente all'odierna Beit She'an in Israele, fu una sede metropolitana e capoluogo della provincia romana della Palestina Seconda nella diocesi civile di Oriente e nel patriarcato di Gerusalemme.
Scitopoli diede i natali a diversi illustri cristiani: il martire san Procopio, ricordato nel martirologio romano l'8 luglio, che apparteneva al clero della città; Asterio, commentatore dei salmi del IV secolo, menzionato da san Girolamo in una sua lettera; Cirillo, storico della vita monastica in Palestina. Nel VI secolo c'erano quattro chiese a Scitopoli, dedicate ai santi Tommaso, Giovanni, Procopio e Basilio, un altro martire locale. Molti monaci vivevano in città e nei suoi dintorni, come ricorda lo storico Sozomeno. La città cadde in mano araba nel 634.
Inizialmente diocesi suffraganea del patriarcato di Gerusalemme, nel V secolo fu elevata al rango di arcidiocesi metropolitana, con giurisdizione sulla Galilea, sulla piana di Esdraelon e sulla parte settentrionale dell'odierna Giordania. Da Scitopoli dipendevano le seguenti suffraganee: Abila, Capitoliade, Diocesarea, Ecsalo, Elenopoli, Gadara, Ippo, Massimianopoli, Pella e Tiberiade.
Secondo il Moroni, la diocesi inizialmente dipendeva dal patriarcato di Antiochia; fu il secondo concilio ecumenico di Costantinopoli (553) a sottrarre Scitopoli ad Antiochia e a sottoporla al patriarcato di Gerusalemme.
Sono diversi i vescovi noti di questa antica sede metropolitana. I primi tre furono vescovi ariani. Tra questi, il più conosciuto è certamente Patrofilo, che fu amico di Ario e prese parte al concilio di Nicea nel 325 e a diversi sinodi ariani; durante il suo episcopato, Scitopoli divenne luogo di confino di vescovi antiariani, tra cui Eusebio di Vercelli – per lui fu la prima destinazione, seguite dalla Cappadocia e dalla Tebaide (Egitto) vessato a più riprese da Patrofilo. Altri vescovi ariani, succeduti a Patrofilo, furono Filippo e Atanasio.
Seguono Rufo (o Saturnino), che partecipò al concilio di Costantinopoli del 381; Teodosio, che fu amico di Giovanni Crisostomo e da lui ricevette una lettera attorno al 404; Acacio, amico di Cirillo d'Alessandria e suo corrispondente; Severiano, che forse prese parte al concilio di Calcedonia del 451 e che venne ucciso dai monofisiti nel 452 circa; Olimpio, che sottoscrisse nel 458 la lettera dei vescovi della Palestina Seconda all'imperatore Leone I dopo la morte di Proterio di Alessandria, e che venne menzionato nelle sue opere da Cirillo di Scitopoli; succedettero Cosma, Giovanni, che scrisse in difesa del concilio di Calcedonia, Teodosio II, che prese parte a due concili a Gerusalemme nel 518 e nel 536, e Teodoro, origenista. Cristoforo è attestato dal suo sigillo episcopale, datato tra VII e VIII secolo. Le Quien aggiunge un vescovo di Scitopoli del 1146, metropolita di Besan o Bethsan.
Sede vacante da diverso tempo e ridotta in rovina la città episcopale, nel XII secolo, all'epoca della prima crociata, papa Pasquale II trasferì a Nazareth il titolo arcivescovile di Scitopoli.
Dal XVI secolo Scitopoli è annoverata tra le sedi arcivescovili titolari della Chiesa cattolica; la sede è vacante dal 10 giugno 2005.

## Cronotassi

### Arcivescovi greci
- Patrofilo † (prima del 325 - circa 361 deceduto) (vescovo ariano)
- Filippo † (? - circa 376/377) (vescovo ariano)
- Atanasio † (circa 377 - 381 deceduto) (vescovo ariano)
- Rufo (o Saturnino) † (menzionato nel 381)
- Teodosio I † (menzionato nel 404 circa)
- Acacio † (menzionato nel 431)
- Severiano † (prima del 451 - 452 deceduto)
- Olimpio † (prima del 458 - 466 deceduto)
- Cosma † (466 - 496/497 deceduto)
- Giovanni † (circa 497 - prima del 518 deceduto)
- Teodosio II † (prima del 518 - prima del 544 deceduto)
- Teodoro † (metà circa del VI secolo)
- Cristoforo † (VII/VIII secolo)
- Germano † (menzionato nel 1146)

### Arcivescovi titolari
- Giovanni Mozzanigo o Mozanega † (22 ottobre 1621 - 9 aprile 1625 deceduto)[6]
- Mariano Gavasci, O.F.M.Cap. † (18 marzo 1895 - 9 febbraio 1899 deceduto)
- Domenico Fegatelli † (17 dicembre 1900 - 23 gennaio 1905 deceduto)
- Antonio Maria Bonito † (11 dicembre 1905 - 17 giugno 1908 succeduto arcivescovo di Amalfi)
- John Lancaster Spalding † (14 ottobre 1908 - 25 agosto 1916 deceduto)
- Americo Bevilacqua † (2 febbraio 1918 - 20 marzo 1926 deceduto)
- Pranciškus Karevičius, M.I.C. † (23 marzo 1926 - 30 maggio 1945 deceduto)
- Antonio Tani † (31 dicembre 1952 - 16 novembre 1966 deceduto)
- Saba Youakim, B.S. † (9 settembre 1968 - 15 ottobre 1970 nominato arcieparca di Petra e Filadelfia dei Melchiti)
- Eftimios Youakim, B.S. † (21 agosto 1971 - 19 maggio 1972 deceduto)
- Joseph-Marie Raya † (21 agosto 1974 - 10 giugno 2005 deceduto)